# فساد مالی در دوران پهلوی
یکی از پایه‌های اصلی نارضایتی‌های مردم در انقلاب ۵۷، فساد مالی قدرتمندان در دوران پهلوی بود. به گونه‌ای که در سال ۱۳۵۷ فساد مالی به یکی از مسایل سیاسی عمده ایران بدل شده و بخش اعظم انتقادات از شاه به قالب انتقاد از فعالیت‌های غیرقانونی اطرافیان نزدیک و حتی اعضای خانواده اش درآمده بود.

## دوران رضاشاه
در زمان رضاشاه، ایران هنوز فقیر و دولت در حال بازسازی شدن مطابق الگوهای اروپایی بود. این دو عامل باعث محدود شدن فساد عمومی، در مقایسه با دوره‌های بعدی می‌شد. برخورد شخص رضاشاه با فساد رسمی، دست‌کم در مقایسه با برخورد پسرش محمدرضاشاه با این موضوع، منحصر به فرد بود. وی با فساد رسمی سخت مخالف بود و در صورت فاش شدن، کوچک‌ترین فساد دولتی به هیچ وجه آن را برنمی‌تافت. ولی در همان حال، خودش با دست‌اندازی نظام‌مند به اموال عمومی و خصوصی، ثروت فراوانی گرد آورد. این کار رضاشاه، مصداق ضرب‌المثل شده بود. با وجود این، در زمان وی فساد رسمی چشمگیری وجود داشت، تا آنجا که بسیاری از مقام‌های دولتی و سیاستمداران، درگیر اختلاس و خرید و فروش مشاغل دولتی بودند. این فساد تا سطوح پایین سلسله مراتب اداری و نظامی رخنه کرده بود.
در حکومت رضاشاه، ساختار اجتماعی هنوز به گونه‌ای بود که اساساً اقلیت کوچک به قیمت دسترنج بقیه مردم، زندگی مرفهی داشتند. هزینه برنامه نوسازی رضاشاه، و رشد طبقات ممتاز، اکثراً از جیب اکثریت مردم پرداخت می‌شد. در این زیاده‌ستانی، غرب هم مشارکت داشت، زیرا هر روزه مقدار بیشتری کالای ایرانی جهت پرداخت هزینه محصولات صنعتی غرب لازم بود. همانطوری که کل تولید ناخالص ملی در زمان رضاشاه افزایش یافت، همچنان نیز بر حجم نابرابری‌ها افزوده گردید، به طوریکه یک نظاره‌گر دقیق اوضاع نوشت، هزینه جدیدی که به علت برنامه نوسازی رضاشاه ایجاد گردید، وضع اقتصادی ایرانیان متوسط به طور مرتب و قابل ملاحظه‌ای از وضعشان در سال 1925 میلادی (1304 شمسی) بدتر بود. اگرچه تحقیقات بعدی ممکن است این گزارش را قدری مبالغه‌آمیز بداند، اما از نگاه کدی، شکی وجود نداشته است که اصلاحات رضاشاه به طور عمده از جیب مردم فقیر و بیشتر به نفع یک گروه محدود از طبقات برجسته و مرفه اجتماع بود.

### فساد قرارداد ساخت بندر نوشهر
محمد نبوی، پدر همسر علی منصور اعتراف کرد که از شرکتی هلندی برای اخذ قرارداد ساخت بندر نوشهر، سی‌هزار تومان رشوه گرفته بوده است. عزت‌الله هدایت مهندس طرق که او نیز متهم به دریافت رشوه از همین شرکت هلندی بود، اعتراف کرده بود که محمد نبوی به او گفته که بخشی از آن سی‌هزار تومان به ساخت خانه علی منصور اختصاص یافته است. مأموران رسیدگی کننده به پرونده منصور همچنین با توجه به «قرابت» محمد نبوی با علی منصور و عدم تناسب مبلغ سی هزار تومان با «مساعدتی که شخص نبوی می‌توانست نسبت به قرارداد بندر» انجام دهد به این نتیجه رسیده بودند که او بخشی از رشوه را برای منصور گرفته بوده است.

### ساخت راه‌آهن
روز ۲۷ دی ۱۳۱۴ علی منصور از وزارت راه برکنار و بازداشت شد. پیگرد قضائی و محاکمه وزیران طبق قانون می‌بایست با تصویب مجلس صورت می‌گرفت محسن صدر وزیر عدلیه در پنجم بهمن لایحه‌ای به مجلس تسلیم کرد و مجوز گرفت. در ۲۸ اسفند کمیسیون عدلیه گزارشی از پرونده منصور به مجلس داد که دوران وزارت علی منصور را چنین توصیف می‌کرد:

«وضعیت معاملاتی وزارت طرف و جریان اموران در زمان تصدی علی منصور فوق‌العاده مختل و خراب بوده و بازار ارتشا و سوء استفاده در این وزارتخانه رواج کامل داشته و اکثر نیز منتهی بر اضرار دولت و تفریط مالیه مملکت گردیده است و شخص علی منصور نیز علاوه بر این که از اکثر معاملات وزارت طرق به طرق مختلفه سوءاستفاده نموده است، با وجود اطلاع از وضعیت ناگوار وزارتخانه به هیچ وجه درصدد اصلاح و جلوگیری از ارتشاء و سوءاستفاده‌های سایر مستخدمین برنیامده است».

بنا بر پرونده علی منصور، علی‌اصغر طالقانی مدیر داخلی شرکت سوئدی سنتاب اعتراف کرده بود که پانزده هزار تومان در سه نوبت برای امضای قرارداد ساخته سه پل شخصاً به علی منصور پرداخته است: پنج هزار تومان اول را بعد از مناقصه پل‌های بین پل‌سفید تا چابکسر شب در منزل شخصی منصور و در پاکتی محتوی پنجاه اسکناس یکصد تومانی به او پرداخته، پنج هزار تومان دوم را برای دریافت قرارداد ساخت بقیه پل‌های مازندران و پنج هزار تومان سوم برای قرارداد ساخت پل بندر پهلوی به غازیان.
منصور متهم بود که نه تنها خود مستقیماً رشوه گرفته، بلکه از رشوه‌گیری مدیران زیردستش نیز خبرداشته و برخوردی با آنها نکرده، علاوه بر اینکه مقررات مربوط به مناقصه را آن هم در معاملاتی که هر یک به صدها هزار تومان می‌رسیده، نادیده می‌گرفته است؛ و اگر هم در مواردی اقدام به مناقصه می‌کرده، مناقصه را «اشخاص غیرصحیح آن هم بی‌ترتیب» انجام می‌داده‌اند.
از جمله مواردی که منصور متهم بود مناقصه را رعایت نکرده، خریداری کشتی مخصوص سلطنتی از شرکتی هلندی و همچنین خرید کشتی شن‌کش از شرکت شی‌شاو آلمانی به بهای بیش از دو میلیون و یکصد هزار تومان که طبق پرونده او، هم ۴۸۰ هزار تومان گرانتر از فروشنده دیگر خریده و هم قانون واردات و صادرات را رعایت نکرده بوده که ملزم می‌کرد واردات کالا بایستی در برابر صدور کالا باشد.
با این حال، منصور در نهایت تبرئه شد. در ۳۱ امرداد ۱۳۱۵ هیئت عمومی مستشاران دیوان تمییز به ریاست رضاقلی هدایت تشکیل جلسه داد. پس از دو روز دادگاه پایان پذیرفت و رأی بر تبرئه منصور صادر و پرونده سایرین هم به دیوان جزای عمال دولت احاله شد. شاه از تبرئه منصور ناراضی بود، لاجرم رضاقلی هدایت رئیس دیوان عالی تمییز را منفصل کرد و صدر نیز از وزارت دادگستری استعفا داد.

### پرونده فساد در بانک ملی - اولین اختلاس بانکی تاریخ ایران
در سپتامبر ۱۹۲۸ کورت لیندن بلات آلمانی که سابقه ریاست بانک اعتبارات صوفیه بلغارستان را داشت به پیشنهاد محمدعلی فرزین وزیرمختار ایران در آلمان به ریاست بانک ملی ایران منصوب شد. لیندن بلات که مسئول تأمین مالی برنامه ایران بود و از ماه مه ۱۹۳۰ مسئول انتشار اسکناس شد. در جریان بازرسی صورت گرفته توسط حسینقلی خان نواب رئیس ناظران بانک در تابستان ۱۹۳۲ تخلفاتی در بانک کشف می‌شود و وی متوجه می‌گردد که تعدادی از معاملات مالی بسیار مشکوک و پرخطر و بدون وثیقه کافی و تنظیم ترازنامه‌های جعلی بوده است. مخبرالدوله هدایت در این مورد در کتاب خاطراتش این امر با اتکای وی با تیمور تاش دانسته و تخلف او را محرز می‌داند.
پس از افشای این ماجرا بلات از کار برکنار شده و قبل از اینکه مورد محاکمه قرار بگیرد به المان می‌رود. از سوی دیگر معاونش فوگل به شام فرار می‌کند. ایران درخواست عودت وی به ایران را می‌دهد و فوگل خودکشی می‌کند. بلات با درخواست ایران از دولت المان برای محاکمه به ایران بر می‌گردد و به اتهام اختلاس و … محاکمه می‌شود. در پایان این محاکمه که اولین اختلاس بانکی ایران بود، به ۱۸ ماه زندان و پرداخت ۷ هزار لیره انگلیسی و ۴۶ هزار ریال محکوم می‌شود. بلات در اکتبر ۱۹۳۴ با پرداخت جریمه از زندان آزاد شد.

### فساد در ارتش
استفانی کرونین از دانشگاه آکسفورد در کتابش با عنوان ارتش و ایجاد دولت پهلوی در ایران، ۱۹۱۰–۱۹۲۶ می‌نویسد:
غارت و دزدی توسط ارتش یک اتفاق رایج بود. […] فرماندهان ثروتمند می‌شدند و دزدی و اختلاس تا پایین‌ترین سطوح لشکر رواج داشت. چه در مشهد و چه در سرتاسر ایالت خراسان، کسبه بهای کالاهایی را که به اسم ارتش از آنان خریداری‌شده بود، دریافت نمی‌کردند و انتظار پرداخت آن را هم در آینده نداشتند.
وزیر مختار بریتانیا در مورد فساد در ارتش ایران درآن دوره چنین بیان می‌کند:
او همچنان در کار انباشت ثروت از راه‌های مشکوک است و فرماندهان ارشد نظامی خود را نیز در کار آزاد گذاشته است؛ و در عین حال، از هیچ فرصتی برای بی‌اعتبار کردن فرماندهان در صورت سوظن نسبت به قدرت گرفتن آن‌ها از طریق اندوختن ثروت پرشمار برای بهره‌گیری شخصی، فروگذار نمی‌کند. البته اگر آن‌ها سهم عمده‌ای از ثروت به دست آمده را به شاه بدهند، او نیز از دزدی‌های آن‌ها چشم پوشی خواهد کرد.
محمدقلی مجد در کتاب رضا شاه و بریتانیا:غارت ایران۱۹۲۱–۱۹۴۱   منتشر در دانشگاه فلوریدا بر این نظر است که از مبلغ ۱۸ میلیون پوند بودجه اختصاص یافته برای خرید سلاح و تجهیزات ارتش در دوره رضا شاه در بازه زمانی ۱۳۰۷ تا ۱۳۲۰ حداکثر ۵٫۸ میلیون پوند به مصرف خرید سلاح رسید و بقیه آن به حساب‌های بانکی رضا شاه در خارج از ایران واریز شده است.

### نفت
محمدقلی مجد در کتاب «رضاشاه و بریتانیا» در خصوص بحث تمدید قرارداد نفت و درامدهای نفتی بر این عقیده است که:
شواهد مستندی وجود دارد که نشان می‌دهد از ۱۵۵ میلیون دلاری که بابت حق الامتیاز نفت پرداخت شد، حداقل ۱۰۰ میلیون دلار آن را رضاشاه به جیب زد. برای درک بزرگی این مبلغ در آن زمان، همین قدر کافی است که بدانیم کل ظرفیت وام دهی بانک واردات – صادرات آمریکا در سال ۱۹۳۹م [۱۳۱۸ شمسی]، در حدود ۱۰۰ میلیون دلار بوده است.

### فساد مالی رضا شاه
هامبلی نوشته است که رضاشاه، در بین ایرانیان، هم محبوب و هم منفور است. سال‌های ابتدایی پادشاهی او، اقدامات بسیار مهمی برای کشورش انجام داد، اما با گذشت زمان، همانند سایر حکومت‌های خودکامه، حرص و ولع، سوظن و عیب‌جویی او، فزونی یافت. مخالفان فکری‌اش، منتقدانش، یا کسانی که با او هم‌دل نبودند را، مورد حمله شخصیتی قرار داده، به زندان انداخت یا تبعید کرد یا اعدام کرد. استبداد او باعث تا مجالی برای شکوفایی استعداد مردمی رشد نکند و به هیچ ثمری ننشیند. این مردم، سهمی در فعالیت‌های سیاسی-اجتماعی نیافتند و هیچ مفری برای بروز توانایی‌های برخی از شهروندان خاص باقی نماند. در نتیجه، آدم‌های حساس و متفکر، کنج عزلت گزیدند؛ و بی‌کفایت‌ها، امور مملکتی را به دست گرفتند، مال و منال اندوختند و معیار اخلاقی، به سوی قهقرایی کشیده شد. با عزل او، رژیم توخالی او هم، از میان رخت بربست؛ رژیمی که خلاء معنوی داشت.
آرتور میلسپو دربارهٔ رضاشاه اینگونه نوشته است:
او روی هم رفته، مملکت را پاک دوشید؛ روستاییان، عشایر و زحمتکشان را بیچاره کرد و از زمین‌داران باج‌های هنگفت، گرفت. در عین آنکه اقداماتش طبقه جدید «سرمایه‌داران-تجار»، انحصارگران، پیمانکاران و مقربین سیاسی را غنی ساخت؛ تورم، مالیات‌های سنگین و دیگر عوامل، سطح زندگی مردم را کاهش دادند.
به نوشته عباس میلانی، هر چه به قدرت رضاشاه افزوده می‌شد، بر اشتهای سیری ناپذیری جمع‌آوری مال و ثروت از راه غیرمجاز و نامتعارف، نیز افزوده می‌شد. به گفته سفارت بریتانیا در چند سال پس از کودتا، رضاشاه از قدرت نویافتهٔ خود برای خرید املاک متعدد استفاده کرد و اغلب این املاک را به مراتب پائین‌تر از نرخ واقعی آنها خریداری می‌کرد. ابعاد این خریدها، شگفت‌آور بود. برای نمونه در مارس ۱۹۲۵ (۱۳۰۴ شمسی) سفارت بریتانیا خبر داد که رضاشاه با خرید املاکی به ارزش هشتصد هزار تومان در مازندران (که در آن روزگار رقمی بالا به‌شمار می‌رفت) ابعاد تازه ای به املاک و دارایی خود در آن منطقه بخشیده بود.
رضاشاه در دوران حکومتش، آن قدر ثروت تصاحب کرد که به ثروتمندترین فرد ایران تبدیل شد. بر اساس برآوردها، ثروت وی به هنگام مرگ سه میلیون پوند و حدود ۱٫۵ میلیون هکتار زمین بوده است. بیشتر این زمین‌ها در منطقه اجدادی‌اش مازندران قرار داشت. وی همچنین صاحب مزارع گندم در همدان، گرگان و ورامین بود. بخشی از این املاک با مصادره مستقیم، دیگری از طریق نقل و انتقال مشکوک اموال دولتی و بخشی دیگر از طرق آبیاری زمین‌های بایر و سرانجام بخشی نیز با مجبور کردن زمین داران بزرگ و کوچک برای فروش زمین‌هایشان به قیمت اسمی، به دست آمده بود.
سفارت آمریکا در گزارشی از فعالیت‌های اقتصادی رضاشاه نوشته بود:
... رضاشاه،... معمولاً برای هر کدام از این املاک آنچه دلش می‌خواهد، می‌پردازد که اغلب یک دهم یا حتی یک بیستم قیمت واقعی آن ملک است.
در همان اوایل سال ۱۹۳۲/۱۳۱۱، سفارت بریتانیا گزارش داد:
رضاشاه حرص غریبی نسبت به زمین دارد، طوری‌که همه خانواده‌ها روانه زندان می‌کرد، مگر اینکه با فروش املاکشان به وی موافقت کنند: «اشتهای سیری ناپذیر وی به اندازه است که عجیب نخواهد بود اگر چند صباح دیگر کسی بپرسد چرا اعلی حضرت بی‌درنگ همه ایران را به نام خود به ثبت نمی‌رساند؟
این گزارش در ادامه می‌افزاید:
به رغم نارضایتی شمار چشمگیری از زمین داران، سایرین بر این باورند که صرفاً کاری را می‌کنند که دودمان‌های پیشین انجام داده بودند، و او بهتر از زمین بهره‌برداری می‌کند و به هر حال سراسر مملکت در واقع به وی تعلق دارد.
وزیر مختار بریتانیا چنین نوشته است:
او همچنان در کار انباشت ثروت از راه‌های مشکوک است و فرماندهان ارشد نظامی خود را نیز در کار آزاد گذاشته است؛ و در عین حال، از هیچ فرصتی برای بی‌اعتبار کردن فرماندهان در صورت سوظن نسبت به قدرت گرفتن آن‌ها از طریق اندوختن ثروت پرشمار برای بهره‌گیری شخصی، فروگذار نمی‌کند. البته اگر آن‌ها سهم عمده‌ای از ثروت به دست آمده را به شاه بدهند، او نیز از دزدی‌های آن‌ها چشم پوشی خواهد کرد.» وی می‌افزاید: «رضا شاه نسبت به ثروت حریص و طمعکار است و از دیدگاه او هر وسیله‌ای برای کسب پول و زمین مطلوب است… جاده جدید منتهی به چالوس با هزینه هنگفتی ایجاد شده، صرفاً برای ارضای هوس شخصی وی بوده است.
فرایند تملک این دهات و انباشتن ثروت حتی پیش از به سلطنت رسیدن رضاخان آغاز شده بود. وقتی محمدرضا به دنیا آمد، خانواده‌اش کماکان در منزل استیجاری زندگی می‌کرد. وقتی که او در مقام ولیعهدی به ایران بازگشت، پدرش رضاشاه بی شک ثروتمندترین مرد ایران بود. در آن زمان سفارت آمریکا در گزارشی از فعالیت‌های اقتصادی رضاشاه فراهم کرد که نوشته بود: «کمتر چیز ارزشمندی در این مملکت هست که رضاشاه، به آن نظر ندارد. حرص و آز او حدی نمی‌شناسد. علاوه بر تملک بخش عمده مازندران، در شهرها هم املاک متعددی خریده و در آن‌ها هتل ساخته و کارخانه تأسیس کرده… هر زمین و ملکی را که به آن دل می‌بندد، با تهدید مستقیم یا تلویحی مالک آن، از آن خود می‌کند. معمولاً برای هر کدام از این املاک آنچه دلش می‌خواهد، می‌پردازد که اغلب یک دهم یا حتی یک بیستم قیمت واقعی آن ملک است.» وقتی بعد از استعفایش، مسئله ابعاد ثروت رضاشاه به مسئله روز مملکت بدل شد و مطبوعات با استفاده از آزادی تازه‌یاب خود در این زمینه مطالب مفصل و اغلب تندی می‌نوشتند، نخست‌وزیر وقت مملکت در جلسه مجلس اعلان کرد که «رضا شاه مبلغ باورنکردنی ۶۸ میلیون ریال (برابر با ۴٫۲۵ میلیون دلار) در حساب‌های شخصی اش در بانک‌های ایران داشت.» در آن زمان موجودی حساب‌های رضا شاه برابر ۴۶ درصد نقدینگی کل کشور (جمع کل پول صادر شده از بانک ملی ایران) بود. برخی محققان ادعا می‌کرده‌اند که موجودی حساب‌های رضاشاه در واقع به مبلغی به مراتب بیشتر از آنچه فروغی گفته بود، بالغ می‌شد. می‌گویند در واقع فروغی فقط موجودی حساب پس‌انداز رضاشاه را اعلام کرده بود. می‌گویند مبلغی نزدیک به ۸۵ میلیون ریال (یا ۵٫۳ میلیون دلار) هم در حساب چکی رضاشاه موجود بود. در هر حال، این مبلغ که دست کم ۴۶ درصد نقدینگی ایران بود، پس از امضای سند رسمی به محمدرضا پهلوی تعلق گرفت.

### اعتراضات ملت بعد از استعفا و تبعید رضا شاه
ماروین زونیس در کتاب «طبقه» ممتاز سیاسی ایران (چاپ ۱۹۷۱ میلادی، دانشگاه پرینستون) می‌نویسد که در زمان استعفای رضاشاه، بیش از ۲ هزار دهکده (به عنوان املاک خصوصی) به پسرش منتقل شد با معیار ۴٫۸ نفر در هر خانواده تعدادی معادل ۲۳۵ هزار نفر (دهقان) در خدمت اعلی‌حضرت همایون شاهنشاه، فئودال بزرگ بودند. بلافاصله بعد از خلع رضاشاه، در استان مازندران یک شورش دهقانی برپا شد که خواستار پس گرفتن اموالشان بودند، که قسمی از آنها بعداً پس داده شد.
علی دشتی در مورد ثروت رضاشاه در جلسه سه شنبه، اول مهرماه ۱۳۲۰ شمسی می‌گوید:
... این موهومات چه چیز است. ملک مردم را با زور گرفته‌اند و بایستی بهشان پس داده شود… در این موضوع یک مطلب را هبه کرده‌اند ولی در مجلس فقط راجع به اموال غیرمنقول صحبت کردند و فقط امروز آقای رئیس مجلس یک صورتی را در مجلس قرائت فرمودند که بنده درست به اقلام جزء آنها داده‌اند. از قراری که بنده شنیده‌ام و بین مردم هم شایع است، ۲۴ میلیون تومان به اعلی‌حضرت شاه فعلی واگذار کرده‌اند یا از شصت میلیون، ۲۴ میلیون واگذار کرده‌اند، ده - دوازده میلیون به عنوان خیریه و لوله‌کشی و غیره، اینکه معنی ندارد. این پول‌ها از کجا آمده؟ این پول من و شما است، حق مردم و ضعفا است و بایستی این پول به مردم برگردد. هی تعارف و مجامله فایده‌اش چیست؟ هی یگوئیم که هبه فرمودند، عطیه فرمودند، عطایای ملوکانه. پولی است که از مردم به زور زنجیر و زندان و شلاق گرفته‌اند و مردم را کشته‌اند حالا چرا نمی‌دهند، چیز عجیبی است. دولت در این کار ساکت است. شخصی به زور در این مملکت مال مردم را گرفت حالا باید مال مردم برگردد. پول‌هایی که در خارج از ایران است چه می‌شود بانک‌های آمریکا و بانک‌های لندن، بانک‌های آلمان با این هبه‌نامه به شما پول نخواهند داد. اینها چه می‌شود… 
 بنده شنیده‌ام که شهرداری تهران دعوی ۲۵–۳۵ میلیون نسبت به شاه مستعفی دارد برای اینکه تمام عمارت‌هایی که در شمیران و آبعلی و مبارک‌آباد و سعدآباد و … ساخته است به خرج شهرداری بوده است. حالا تکلیف دعاوی شهرداری تهران چه می‌شود. چیزی که واقعاً بیشتر اسباب تعجب است و حقیقت اینها باید جزو افسانه حساب شود این است که بلدیه تهران چندین کامیون دارد. این کامیون‌ها برای بردن کثافت شهر نیست، بلکه برای بردن سنگ و آجر است به بنایی عمارت شاه.

## دوران محمدرضا پهلوی

گزارش ساواک از فساد مالی سرلشکر پرویز خسروانی و تیمسار سپهبد غلامعلی اویسی

در دوران محمدرضا شاه، شرایط متفاوت سیاسی و اقتصادی، موجب ظهور سطح و شدتی متفاوت از فساد عمومی شد. در سال‌های ۱۳۲۰ تا ۱۳۳۲ اختلاس و رشوه‌گیری گسترش بیشتری یافت، ولی فضای نسبتاً باز سیاسی و فقر پایا، حدود مشخصی برای آن به وجود می‌آورد. در فاصله سال‌های ۱۳۳۲ تا ۱۳۴۲، افزایش مداوم (هرچند هنوز آرام) درآمد نفتی، کمک‌های خارجی و رشد دیکتاتوری، فساد رسمی را بیشتر گسترش داد و آن را تشدید کرد. رشد اقتصادی دهه ۱۳۴۰ همراه با سربرآوردن استبداد اوضاع را خراب‌تر کرد. و درآمدهای سرشار نفتی در دهه ۱۳۵۰ همراه با اوج‌گیری استبداد، فساد رسمی را به سطوحی بی‌سابقه رساند.

گزارش ساواک از درخواست رشوه حنیفه رمضانی، نماینده مجلس شورای ملی

در دوراه محمدرضا شاه نیز همانند تمامی دوره‌ها فساد در سطوح مختلف در جریان بود. ارتشبد حسین فردوست ادعا می‌کند که:
 از سال ۱۳۵۰ تا ‏۱۳۵۷ تنها در بازرسی (قسمت تحقیق آن) ۳۷۵۰ پرونده سوءاستفاده کلان تشکیل شد که عموماً به دادگستری ارجاع گردید و من هر دو ماه یک بار از طریق افسر دفتر ویژه که مسوول پیگیری پرونده‌ها بود، ‏سوال می‌کردم. همه پرونده‌ها طبق دستور شفاهی نخست‌وزیر به وزیر دادگستری بایگانی می‌شد، شاه هم اهمیتی نمی‌داد… من پرسنل بازرس را از ۱۵۰ تا به ۱۵۰۰ کارمند فعال رساندم و قریب ۲۵۰ ‏مامور تحقیق تا آستانه انقلاب این همه پرونده کلان فساد اقتصادی را به‌طور مستند استخراج کردند. ‏مقامات مملکتی روحیه مرا می‌شناختند و کسی نمی‌تواند ادعا کند که محمدرضا از فساد رژیم و نارضایتی مردم اطلاع نداشت و طفل بی‌گناهی بود…
در گزارشی از سازمان اطلاعات مرکزی آمریکا (سیا) در دهه ۱۹۷۰ میلادی، دربار شاهنشاهی «مرکز هرزگی، شرارت، فساد، زد و بند و اعمال نفوذ» توصیف شد. علی امینی (تخست‌وزیر در سال‌های ۱۳۵۶ و ۱۳۵۷) به گروهی از افراد غیرقابل دسترسی که هیچ‌گونه محدودیتی در اعمال قدرت و نقود اقتصادی نداشتند، اشاره می‌کنند. سیا در گزارشی در سال ۱۹۷۶ میلادی اعلام کرد که شاهزاده اشرف، خواهر دوقولوی شاه، شهرتی تقریباً افسانه‌ای در زمینه فساد مالی دارد و یادآوری نمود که پسر او شهرام، دلالی همه‌کاره است که تقریباً در بیست شرکت سهم دارد و برخی از این شرکت‌ها پوششی برای معاملات شبه‌قانونی اقتصادی اشرف فراهم می‌آورد. اطلاعات تفصیلی محمد باهری در مورد فساد دربار، با توجه به اینکه او معاون وزیر دربار بوده، تکان‌دهنده است. ملکه، خواهران و برادران و دیگر بستگان شاه، همگی کالاهایی (از جمله کالاهای سرمایه‌ای برای فعالیت اقتصادی‌شان) وارد می‌کرده‌اند که یکسره از پرداخت حقوق و عوارض گمرکی معاف بوده است. حتی ایشان گاه ترتیب استفاده دیگران را در بخش خصوصی از اینگونه معافیت‌ها می‌دادند. در نتیجه، مقام‌های دربار هم درگیر همه‌گونه اعمال فسادآمیز می‌شدند.
باهری خاطرنشان می‌کند:
من کسی را می‌شناسم که وکالت‌نامه‌ای از والاحضرت اشرف برای خرید یک‌دهم زمین‌های خوزستان داشت… وی ده درصد سهم از این معامله بزرگ را به والاحضرت اشرف داد و نود درصد بقیه را برای خودش برداشت… قاچاقچیان تریاک… و برخی افراد دیگر دور والاحضرت اشرف جمع شده بودند… او هرگاه فردی را در پول درآوردن زیرک می‌یافت، زیر چتر حمایت خود می‌گرفت.
همچنین باهری توضیح می‌دهد که گروهی از دلال‌های همه‌کار به دربار نفوذ کرده بودند تا مجوزه‌های اقتصادی، زمین،... یا هرگونه امتیازی که دولت می‌توانست واگذار کند، به دست آوردند. خواهران شاه و برادران شاه، برای نمونه شاهزاده عبدالرضا و شمس و ملکه تا حدود کمتری، به نحوی در این گونه کارها دست داشتند. ارتشبد طوفانیان در اظهار نظر پیرامون فساد رسمی به این نکته اشاره می‌کند که فشارهای زیادی برای سوءاستفاده از وجوه تخصیص یافته برای خریدهای هنگفت نظامی وجود داشته است. وی شخصاً مسئول این وجوه بوده و مستقیماً از شاه دستور می‌گرفته است. هنگامی که شاه به او پرخاش می‌کند که چرا آشکارا از بابت این موضوع ابراز شکایت کرده، پاسخ داده است:» این کار صد در صد به نفع اعلیحضرت بوده چون همه می‌گویند که خانواد سلطنتی فاسد است».
اما فساد رسمی به هیچ وجه به‌شماری از افراد غیرقابل دسترسی یا به بستگان شاه و مقام‌های دربار محدود نمی‌شد. از همان دهه ۱۳۳۰ شمسی، ابولحسن ابتهاج مبارزه با سودجویان نیرومندی را که در پی سوءاستفاده از بودجه‌های هنگ عمران سازمان برنامه بودند، دشوارتر از گذشته یافته بود. مورد کارخانه کود شیمیایی شیراز به گونه‌ای نمادین به استعفای ابتهاج شد. این کار او باعث شد در سال ۱۳۳۸ شمسی از چشم شاه بیافتد و چون مسئله رشوه دادن به یک وزیر و یک مقام بلندپایه و نیز اعمال نفوذ یکی از معشوقه‌های شاه مطرح بود، رسوایی به بار آورد.
خداداد فرمانفرمائیان، تکنوکرات برجسته، رئیس بانک مرکزی و رئیس سازمان برنامه گفت که برخی وزیرها از بودجه محرمانه وزارتی‌شان (که در مورد آن حسابی پس داده نمی‌شد) برای مصارف شخصی استفاده می‌کردند. وی توضیح می‌دهد که کانون فساد نه خود کابینه، که در پیرامون آن، در بقیه بخش‌های دولت و دربار بود. افراد مرتبط با خانواده سلطنتی، نخست‌وزیر و فرماندهان نیروهای مسلح اعمال نفوذ می‌کردند، پروژه‌ها را جا می‌انداختند، یا چون دلالان ساده عمل می‌کردند. در سال‌های پس از افزایش قیمت نفت، فساد به سطح میلیاردها دلار رسیده بود. هزینه واقعی برخی پروژه‌های دولتی به علت فساد، تاب بیست یا سی برابر برآورد اولیه افزایش می‌یافت. او گفت:
تنها کار معقولی که می‌توانستم بکنم این بود که سر و صدای کافی بر ضد آن پروژه به راه اندازم و خودم و سازمان برنامه را از آن کنار بکشم. نخست‌وزیر از این وضع خرسند نبود، ولی او هم با منافع ریشه‌دار کلانی که در پس این پروژه‌ها روبرو بود. هویدا از این شرایط دل خوشی نداشت، ولی به آن تن در داد.

### صعود ناگهانی قیمت نفت و افزایش فساد در دورانمحمدرضا شاه

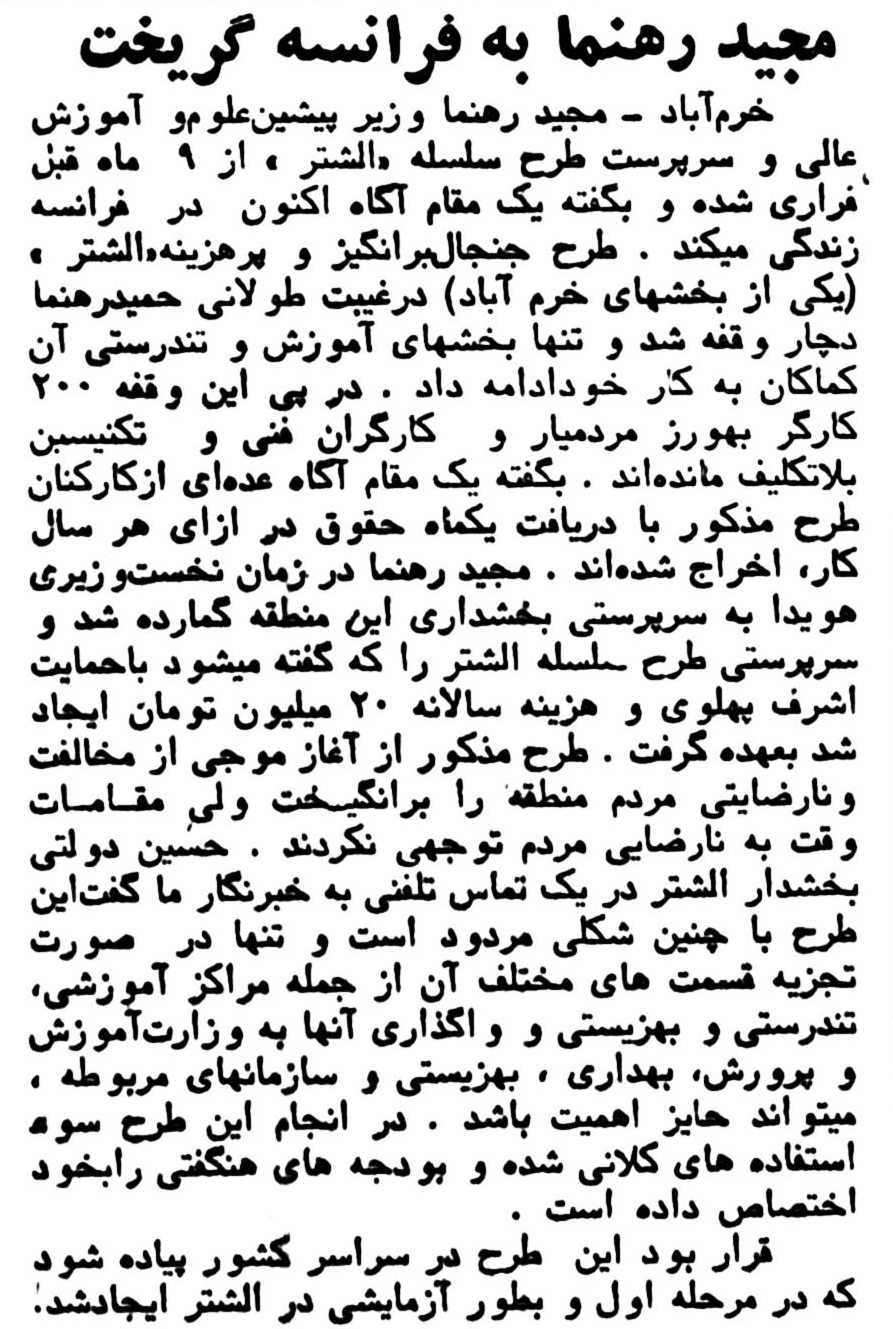
افشاگری روزنامه اطلاعات (به تاریخ ۲۲ اسفند ۱۳۵۷ شمسی) از اختلاس و فرار مجید رهنما، وزیر علوم و آموزش عالی دولت هویدا به فرانسه

توسعه اجتماعی اقتصادی در زمان محمد رضا شاه با اتکا به افزایش درآمد نفتی ممکن شد. با چهار برابر شدن قیمت نفت در سالهای ۱۹۷۵–۱۹۷۶ درآمد نفتی ایران به رقم ۲۰ میلیارد دلار رسید. اگرچه مقادیر زیادی از این پول‌ها در جاهایی همچون ولخرجی‌های خانواده سلطنتی، کاغذبازی اداری، فساد تمام عیار، تأسیسات هسته‌ای و خرید سلاح‌هایی که حتی برای خیلی از کشورهای عضو ناتو هم بسیار گران محسوب می‌شدند؛ مصرف شد ولی این هم درست است که مقادیر بیشتری هم به‌طور کارا وارد اقتصاد شد؛ چه به‌طور مستقیم و از طریق یارانه‌های دولتی و بانک صنعت و معدن ایران که وام‌های کم بهره به کارآفرینان خصوصی می‌پرداخت و چه به‌طور مستقیم از طریق برنامه‌های بودجه سالیانه. به گفته نیکی کدی در ابتدا همه درامدهای نفتی قرار بود به سازمان برنامه‌ریزی برود ولی به دلیل فساد خاص و سوءمدیریت، سهم فزاینده‌ای از درآمدهای نفتی صرف مخارج عمومی شد به گونه‌ای که سهم سازمان برنامه‌ریزی به ۵۵ درصد رسید.
اردشیر زاهدی بر این نظر است که یکی از دلایل رشد فساد و گسترش آن و بروز نارضایتی‌ها در ایران به دلیل افزایش قیمت نفت بودو اینکه شاه قبول کرده بود در معاملات انجام شده طبیعی است که مواردی اخذ شود:
بزرگ‌ترین بدبختی که به نظر من برای اعلی‌حضرت برای خانواده سلطنت برای دولت برای مردم ایران پیش آمد این یک‌دفعه بالا رفتن نفت و عرض شود که پول زیادی به دست همه افتادن که نمی‌دانستند چه جور خرجش کنند، که متأسفانه این خودش یک بدون اینکه کسی شاید بخواهد و بتواند و بخواهد کنترل کند، یک فسادی درست کرد و آنهایی هم که در این جریانات استفاده می‌بردند… متأسفانه چون یک‌دفعه مقدار زیادی پول به دستمان افتاد که نمی‌توانستیم چه‌کار بکنیم، این باعث شد که فساد درست کنیم. چون افراد آمدند در این فساد داخل شدند، آمدند توی کلهٔ اعلی‌حضرت کردند که قربان، به هر حال وقتی کار را آدم می‌خواهد بزرگ کند پرت هم تویش دارد.

### فساد مالی در طبقه بالایی اجتماع

محاکمه حسین خطیبی نوری به اتهام همدستی با شمس پهلوی در فساد شیر و خورشید

شرکت‌های بزرگ برای واردات، صادرات و نیز تعامل با دولت نیاز به مجوز داشتند. مجوزهای دولتی فقط به تعداد معدودی از شرکت‌ها داده می‌شدند به این بهانه که تولید کارخانجات بیش از اندازه نشود. برای گرفتن و نگاه داشتن یک مجوز نیاز بود که سران شرکت با افراد با نفوذ در تهران رابطه برقرار کنند. در زمینه مجوزها و دیگر مسائل روایت‌های معتبری در مورد مقامات بالا همچون شاهدخت اشرف و پسرش شهرام وجود دارد؛ مثلاً اینکه این افراد با نفوذ ۱۰ درصد یا بیشتر از یک شرکت جدید التاسیس را به‌طور مجانی می‌گرفتند تا مجوز آن را تضمین کنند. این گونه اقدامات و دیگر انواع فساد به شدت قیمت فروش محصولات داخلی را افزایش می‌داد و در نتیجه بازار آن‌ها را در داخل و خارج محدود می‌کرد.
طبق یک ارزیابی داخلی سفارت انگلیس در ۷ اوت ۱۹۵۸، دست شاه، خانواده و دوستان او تنها از شاخه‌های اندکی از فعالیت‌های اقتصادی کوتاه مانده بود. سیا در گزارشی دربارهٔ فساد خاندان پهلوی می‌نویسد: «اخیراً رئیس یکی از بزرگ‌ترین بانک‌های ایران به یکی از مقامات سفارت گفته که چندی پیش، توجه شاه را به یکی از معاملات اشرف جلب کرده بود. گفته بود اگر جزئیات این معامله علنی شود، بازتاب منفی خواهد داشت. شاه به این گزارش توجهی نکرد. رئیس بانک می‌گفت اگر کسی دیگر جز اشرف این کار را کرده بود، ده سال حبس می‌کشید». به گفته یک اقتصاددان معتبر غربی، در چند سال آخر سلطنت مقدار بسیار زیادی پول -احتمالاً به اندازه ۲ میلیارد دلار- مستقیماً از درآمدهای نفتی به حساب‌های مخفی خارج از کشور خاندان سلطنتی واریز شد. منابع غربی ثروت خانواده پهلوی در ایران و خارج را بین ۵ تا ۲۰ میلیارد دلار برآورد می‌کردند.
از یک سو، اسدالله علم، به گزارش دوستان و برآمدگانش، در بسیاری از معاملات مشکوک شرکت داشت. از سویی دیگر، امیرهوشنگ دولو بود که «سلطان خاویار» نام داشت. اما از همه غریب تر و مرموزتر، دکتر کریم ایادی بود که در گزارش‌های سفارت آمریکا، به عنوان «طبیب ویژه شاه» نام گرفته و در عین حال آمده که او در شرکت‌های متعدد از قبیل شرکت نفت پارس سهام دارد. معمولاً بین ۱۵ تا ۴۰ درصد سهام این شرکت از آن اوست. او در این‌گونه موارد از اسامی مختلفی استفاده می‌کند. گاه خود را عبدالکریم، کریم و برخی اوقات ایادی می‌خواند. تیمسار ایادی در عین حال از حق انحصاری بهره‌برداری از میگوی خلیج فارس برخوردار است.» در گزارش دیگری، سازمان سیا ایادی را کانال اصلی فعالیت‌های اقتصادی شاه می‌داند و می‌افزاید که «زمان حتی شایع بود که سهام شاه در شرکت ماهی‌گیری جنوب هم به اسم ایادی ثبت شده بود.»
هنگامی که شاه تصمیم گرفت، برای تشکیل دولت «وحدت ملی»، از شریف امامی استفاده کند، شایع بود که شریف امامی به فساد مالی متهم است. شاپور بختیار در دیداری با یکی از اعضای سفارت آمریکا، هشدار داده بود که دولت شریف امامی خود عمیقاً آغشته به همان فسادی است که ظاهراً با آن مبارزه می‌کند. بختیار در مورد فساد مالی خود شریف‌امامی اطلاعات دست اولی داشت». همه می‌دانستند که نخست‌وزیر کابینه «وحدت ملی» به «آقای پنج درصد» شهرت دارد. می‌گفتند وجه تسمیه لقبش هم این بود که از بیش و کم تمامی قراردادهای دولتی، پنج درصد حق حساب می‌گرفت.
اردشیر زاهدی مدعی است که هویدا ۳۵۰ هزار دلار برای مخارج شخصی شاهدخت اشرف به او پرداخته است. زاهدی می‌گفت اشرف می‌خواست یکی از معشوقان خود را به جلسات سازمان ملل ببرد. به گفته زاهدی، این معشوق گفته بود برای چنین سفری سیصد هزار دلار می‌طلبد. به رغم مخالفت شدید زاهدی با پرداخت این مبلغ، هیئت دولت، با پرداخت آن موافقت کرد.
علی امینی می‌گوید در سال ۱۳۵۴ به محمدرضا شاه پهلوی پیشنهاد داده دست کم ۱۵۰۰ نفر از مقامات بالای سیاسی و اقتصادی را که در نظر مردم به فساد و سوء استفاده‌های کلان مادی مشهور بودند، را دستگیر کند.
منوچهر گنجی وزیر آموزش و پرورش در زمان محمدرضا شاه در خصوص فساد مالی آن دوران می‌گوید:
«حوزه امیر هوشنگ دلو بیش‌تر خاویار بود. به او می‌گفتند پادشاه خاویار… ایادی در کار همه‌چیز بود. البته بیش‌تر در ماهی‌گیری جنوب فعال بود ولی جاهای دیگر هم حضور داشت. آقای ابوالفتح محوی در خیلی چیزها بود. چون نسبت دوری با پادشاه داشت و هم با ایشان خیلی نزدیک بود. آقای حسن طوفانیان تمام خریدهای ارتش را در دست داشت و صحبت ایشان در مجلس آمریکا مطرح شده بود. آقای شریف‌امامی در خیلی چیزها دست داشت. وقتی نخست‌وزیر شد و گفت «من شریف‌امامی دیروز نیستم»، منظورش آن شریف‌امامی‌ای بود که پورسانت می‌گرفت و دستش در همه‌چیز بود. آقای شهرام پهلوی‌نیا، فرزند والاحضرت اشرف، در همه چیز بود. هرجایی می‌توانست سعی می‌کرد درصدی بگیرد و خودش را در چیزی قاتی بکند. خود آقای علم اقرار می‌کند که یکی از افراد فاسد رژیم گذشته بود. آقای محمدعلی قطبی، دایی علیاحضرت، حتی روی فروشگاه گمرک فرودگاه و فروشگاه آزاد و خیلی جاهای دیگر دست انداخته بود. آقای محمود منصف، یکی از دست راست‌های آقای علم، جزیره کیش را داشت. ارتشبد نصیری با اینکه اولش آدم درست‌کاری است، در انتها می‌بینی به خیلی چیزها دست انداخته. محمد خاتم، داماد پادشاه و فرمانده نیروی هوایی، یکی از سرمایه‌دارهای بزرگ شده بود. والاحضرت اشرف یکی از سرمایه داران بزرگ ایران بود… هویدا می‌گوید ایشان [اشرف] به کنفرانس‌ها که می‌رفت و هزینه سفر برایشان تعیین می‌شد، دائم می‌گفت نه! کم است. دو میلیون تومان برای رفتن به کنفرانس کم است! دو میلیون تومان در آن زمان می‌شود حدود سی‌صد هزار دلار! اما خیلی بیش‌تر می‌خواستند و در خیلی چیزها نقش داشتند. آقای لِوون پالانچیان بود، آقایان دیگر بودند که نقش داشتند.» گنجی در انتها توضیح می‌دهد که فساد بیشتر در دور و بر شاه بود و اکثر دولت‌مردان ایران در طول سالهای متمادی افراد بسیار درست‌کار و خدمت‌گزار و معمولا در کار خودشان درجه یک بودند.

### فساد کارکنان اداری
خداداد فرمانفرمائیان که ریاست بانک مرکزی را بر عهده داشت در خاطرات خود در تاریخ شفاهی هاروارد بر این نظر است که مهم‌ترین نمونه‌های فساد در سطوح اداری پایین (سطوح سوم و چهارم) از رأس حکومت قرار داشت. و این امر شامل: پرداخت‌های نامشروع به ممیز مالیاتی یا پرداخت به تکنسینی ناظر در خصوص عقد قراردادبود. دریافت رشوه بر اساس فعالیت در شرکتهای خصوصی توسط کارمندان نیز صورت می‌گرفت. همچنین نوع رشوه بنا به موارد مختلف از دریافت هدیه تا دریافت پول متفاوت بود.

### فساد مردمی
بنظر می‌رسد رشوه خواری که در دوران قاجار بسیار معمول بوده است در این دوره نیز در ضمیر ناخودآگاه مردم ایران وجود داشته است. نمونه آن را درولا مورفی یک خانوم سیاح دوچرخه سوار ایرلندی که در سال ۱۳۴۲ از ایران عبور می‌کند در کتاب خود با سرعت تمام: از ایرلند تا هند با دوچرخه میاورد:
رشوه خواری در اینجا بسیار زیاد است، شاید شکل دیگری از مالیات غیرمستقیم است. به همه پرداخت می‌شود. درآمدها ناکافی است و آنها به سادگی درآمد رسمی خود را به این شکل افزایش دهند و وضعیتی است که توسط همه پذیرفته شده است. صاحبان خانه به پلیس محلی پرداخت می‌کنند برای اطمینان از اینکه خانه‌ها و اتومبیل‌های آنها به درستی محافظت شود. من از چندین ایرانی پرسیدم که چرا یک مالیات درست نمی‌گیرید تا همه اینرا پوشش دهید و پاسخ آنها این بود که شما نمی‌توانید اینکار را در یک جامعه بیسواد انجام دهید. افرادی که می‌توانند از املاک و مستغلات برخوردار باشند می‌توانند برای یارانه پلیس هزینه کنند. البته این فقط یک مثال است و رشوه، عامل تعیین‌کننده در هر حوزه است از تصحیح اوراق آزمون توسط استاد دانشگاه بگیر تا پایین به مجموعه حمل کننده‌های زباله شهری … باید اعتراف کنم که هماهنگی با چنین فضایی واقعاً دشوار است که همیشه قدرت پول بیش از یکپارچگی اجتماعی است

### تلاش‌های حکومت در مبارزه با فساد

گزارش ساواک از رانت‌خواری جعفر شریف امامی و اختلاف او با آقای منصور نخست‌وزیر

در بخش عمده دهه ۶۰ و ۷۰، اداره سوم ساواک که مسئول امنیت داخلی بود و پرویز ثابتی ریاستش را به عهده داشت، مسئله فساد مالی نخبگان سیاسی را یک مسئله امنیت ملی می‌دانست و گاه می‌کوشید در این زمینه گزارش‌هایی برای شاه تدارک کند. واکنش شاه در مقابل بیش و کم این گزارش‌ها، یکسان بود. از مضمون آن‌ها برمی‌آشفت و اداره سوم را به فضولی در مسائلی که در حیطه مسئولیتش نبود، متهم می‌کرد.
ثابتی در کتاب در در دامگه حادثه در این مورد می‌گوید: که فقر و فساد و موجب روی گردانی مردم از حکومت شده است. وی همچنین ادعا می‌کند که برای مبارزه با فساد از طرف شاه تهدید به محاکمه نظامی شده بود:
از هر فرصتی برای مبارزه با عوامل فساد تلاش کرده و گزارش‌های مستند ارائه داده‌ام و چندین بار برای این گزارش‌ها مورد مؤاخذه و بازخواست قرار گرفته… و از طرف شاه تهدید به محاکمه نظامی شدم.
هنگامی که شایعات مخرب در مورد فساد خاندان سلطنتی افزایش یافت، در تاریخ ۴ اکتبر ۱۹۶۱ شاه بنیاد غیرانتفاعی پهلوی را تأسیس نمود و تمام شرکت‌های خود از جمله بانک عمران را وقف این سازمان نمود. به علاوه حدود دو هزار روستا را که از پدرش به ارث برده بود با قیمتی نازل یا به رایگان به روستاییان شاغل در آن بخشید.
در دهه ۱۳۳۰ شمسی، بنیاد پهلوی ظاهراً به عنوان یک مؤسسه خیریه عمومی، ولی در واقع به مثابه ابزار اصلی شاه برای عملیات گسترده مالی در داخل و خارج کشور، ایجاد شد. از دید ماروین زونیس، این بنیاد نیرومندترین نهاد اقتصادی کشور پس از خود دولت بود: «منابع اختصاص یافته به امور خیریه در مقایسه با فعالیت‌های بازرگانی نسبتاً ناچیز به نظر می‌رسد». به نظر رابرت گراهام، در پس عنوان ظاهری خیریه، بنیاد از سه راه عمده برای کمک به رژیم مورد بهره‌بردای قرار می‌گیرد: به عنوان ممر درآمد مطمئن و نهادینه برای پرداخت مزد و مقرری؛ به عنوان ابزار کنترل و نفوذ اقتصادی از راه سرمایه‌گذاری در بخش‌های خاص اقتصادی؛ و به عنوان منبعی برای تأمین سرمایه‌های لازم برای معاملات سلطنتی».
چند سال بعد باستاک و جونز بی‌پرده نوشتند که «بنیاد پهلوی، ظاهراً بنیادی برای کارهای خیر بود، فساد رسمی را تقویت می‌کرد». محمد باهری که زمانی وزیر دادگستری و معاون وزیر دربار بوده، تحلیلی افشاگرانه از کارهای بنیاد پهلوی در زمان محمدجعفر بهبهانیان، رئیس حسابداری دربار و خزانه‌دار شخصی شاه و مدیر بنیاد ارائه کرده است. مهم‌ترین دارایی بنیاد، همه سهام بانک عمران بود. اما این بانک به جای دادن وام برای توسعه کشاورزی، در عمل به یک کارگزاری تبدیل شد تا بدهی کشاورزانی که قطعه زمینی از املاک گسترده شاه را (که پدرش فراهم آورده یا مصادره کرده بود) به دست آورده بودند، وصول کند. بعدها بانک عمران به شدت در زمینه توسعه املاک شهری فعال شد. در سال ۱۳۵۶، دارایی این بانک به ۱٫۰۵ میلیارد دلار رسید، سرمایه‌ش ۸۱ میلیون دلار افزایش یافت، و سود سهامش ۴٫۲ میلیون دلار اعلام گشت که به بنیاد پهلوی پرداخت شد.
هویدا پس از تلاش فراوان، بالاخره شاه را متقاعد کرد که فعالیت اقتصادی خاندان سلطنتی را محدود کند. به کمک هویدا دستورالعمل تازه‌ای در این زمینه تدارک شد که از بیست ماده مختلف تشکیل می‌شد و در مرداد ۱۳۵۷ به تصویب نهایی شاه رسید. اعضای خاندان سلطنتی را از کردار مغایر با ارزش‌های اجتماعی بر حذر می‌داشت. هر گونه تماس با شرکت‌های خارجی، دریافت هرگونه کمیسیون، مشارکت مستقیم یا غیر مستقیم در شرکت‌هایی که با دولت معامله می‌کنند، عضویت در هیئت رئیسه شرکت‌ها، را برای اعضای خاندان سلطنت منع می‌کرد.
در طول سلسله تظاهراًت‌های سال ۵۶–۵۷، شاه تصمیم گرفت تا کمیسیون ویژه‌ای برای رسیدگی به مسئله سومدیریت و سوءاستفاده مالی در اجرای قراردادهای دولتی، تشکیل دهد. آنچه از مضمون مذاکرات این کمیسیون به خارج درز می‌کرد، یا از طریق رادیو و تلویزیون پخش می‌شد، انگار همه آب به آسیاب مخالفان می‌ریخت که از مدت‌ها قبل مسئله فساد در رژیم را به یکی از محورهای تبلیغاتی خود بدل کرده بودند. از آنجا که معینیان (که به درستکاری و امانت مشهور بود) ریاست این کمیسیون را عهده‌دار بود، گزارش‌های آن هم با دقتی ویژه تهیه می‌شد و هم از اعتبار بیشتری برخوردار بود.

گزارش ساواک از فساد مالی هژبر یزدانی

یکی از نمونه‌های جالب تلاش هویدا برای مبارزه با فساد، درگیری پر پیچ و خمش با یکی از سرمایه داران بهایی جنجال‌آفرین آن روزگار به نام هژبر یزدانی بود. این سرمایه‌دار از آنچه بانکداران float می‌خوانند، استفاده‌های نامشروع می‌کرد. در واقع، با صدور چک‌های بی محل از حساب بانک، سهام همان بانک را می‌خرید و پیش از بازگشت خوردن چک، مبلغ لازم را به حساب واریز می‌کرد. در سال ۱۹۵۴ حسنعلی مهران، رئیس وقت بانک مرکزی، ناگهان متوجه شد که میزان این چک‌های بی محل به بیش از یک میلیارد تومان رسیده است. مهران دست به کار شد و از هویدا کمک خواست. هویدا سرمایه‌دار خاطی را به دفتر نخست‌وزیر فرا خواند و به لحنی تند و حتی تهدیدآمیز، از او خواست که از دخالت در کار بانک‌های مملکت دست بردارد و فکر خرید بانک تازه‌ای را هم وابگذارد. یکی دو روز بعد، بانک مرکزی نامه‌ای از دربار دریافت کرد که در آن شاه تأکید کرده بود که سرمایه‌دار مذکور، انسانی زحمت‌کش و سخت کوش است و دولت نباید در راه گسترش و رشد کار او مانع ایجاد کند. یکی دو روز بعد، سرمایه‌دار ظفرمند، بی دعوت، به دفتر هویدا رفت، انگشت شست برآورده اش را به رئیس دفتر هویدا نشان داد و با تمسخر گفت: «به اربابت بگو، بفرما، بانک را خریدم». پس از مذاکراتی که شاه در آن دخالت مستقیم داشت، قرار شد این سرمایه‌دار همه سهام خود را در بانک‌های مختلف بفروشد و در عوض چهل درصد از سهام یکی از بانک‌ها را حفظ کند.
رزم‌آرا پس از به قدرت رسیدن دوازده چهره جدید به کابینه آورد، افزایش مالیات برای قشر ثروتمند را توصیه نمود و کمیته‌ای خاص برای بررسی فساد در طبقه بالا معین کرد.
در ۲۷ شهریور ۱۳۵۷، کارمندان بانک مرکزی فهرست ۱۷۷ تن از افراد سرشناس را که گویا بالغ بر ۲ میلیارد دلار از کشور خارج کرده بودند، منتشر کردند. این فهرست نشان می‌داد که شریف امامی حدود ۳۱ میلیون دلار، ارتشبد اویسی ۱۵ میلیون دلار، نمازی ۹ میلیون دلار، آموزگار ۵ میلیون دلار، سپهبد مقدم ۲ میلیون دلار، شهردار تهران ۶ میلیون دلار، وزیر بهداری ۷ میلیون دلار و مدیرعامل شرکت ملی نفت، بالغ بر ۶۰ میلیون دلار از کشور خارج کردند.
زمانی که دلارهای نفتی به ایران سرازیر شد، حسین فردوست توسط محمدرضا شاه پهلوی به عنوان «بازرس شاهنشاهی» منصوب گشت تا فساد ناشی از این سرازیر شدن را که سراسر نظام اقتصادی و اداری کشور را فراگرفته بود را مهار کند. او دوباره تشکیلات را سازماندهی کرد و مشغول تحقیق و بررسی شکایات و گزارش‌ها شد، اما هزاران پرونده فساد اقتصادی را اکثراً بدون هیچ رسیدگی به بایگانی راکد دادگستری فرستاد.
هوشنگ نهاوندی در مورد یکی از علت‌های اعتراضات مردم در انقلاب ۵۷ چنین گفته است:
... یک روزی اعلی‌حضرت مرا خواستند و گفتند که «خیلی ما گزارش نارضایتی می‌شنویم. یک گزارش بدون هیچ‌گونه پرده پوشی از علل نارضایتی مردم به ما بدهید. ولی اشخاص مطمئنی این را تهیه کنند و این درز نکند.» ما گروهی را تشکیل دادیم کمیته‌ای را تشکیل دادیم عبارت از اشخاصی که اسم می‌برم. خود بنده، فرهاد ریاحی آن موقع معاون دانشگاه آریامهر، کاظم بدیعی رئیس مؤسسه تعاون دانشگاه تهران که در گروه بررسی مسائل ایران خیلی زحمت می‌کشید و زحمت کشید تا روز آخر. جمشید بهنام معاون دانشگاه تهران در آن موقع. دکتر محمدرضا حریری استاد دانشکده پزشکی دانشگاه ملی و مرد بسیار وارد در مسائل سیاسی، پروفسور عباس صفویان آن موقع رئیس دانشکده پزشکی دانشگاه ملی. دکتر محمدرضا جلیلی دبیرکل مؤسسه روابط بین‌المللی دانشگاه تهران، دکتر محمدرضا جلیلی، بهنام، حریری، بنده، فرهاد ریاحی، کاظم بدیعی، شاهرخ امیرارجمند دانشیار دانشگاه تهران و یکی دوبار هم از آقای رضا قطبی که با ما همکاری نداشت ولی به‌خاطر اینکه می‌خواستیم هم او را قابل اعتماد می‌دانستیم و هم اینکه می‌خواستیم راجع به مسائل روابط عمومی از عقایدش استفاده بکنیم. به‌هرحال نشستیم و ساعت‌های متمادی با همدیگر بحث کردیم و گزارشی را نوشتیم که این گزارش در تابستان ۵۲، ۵۳... به روی کاغذ آمد در سی و چند صفحه و برای اینکه ما مشخص بکنیم که مسئولیت همه ما هرکدام ما زیر هر ورق این کاغذ را امضاء کردیم. انشاء گزارش قسمتی‌اش از بنده بود البته مطالب دسته‌جمعی بود انشاءاش قسمتی از من بود قسمت اندکی‌اش از کاظم بدیعی بود. قسمت نسبتاً زیادش از جمشید بهنام بود و قسمت اندکی‌اش هم از فرهاد ریاحی. در این گزارش حسب‌المعمول و طبیعی هم بود چنین باشد شرحی نوشته شده بود از ترقیات ایران که چه مطالبی اتفاق افتاد ولی گفته شده بود که این ترقیات خودبه‌خود مسائلی را هم ایجاد کرده نارضایتی‌هایی در میان مردم هست که اگر این نارضایتی‌ها مرتفع نشود این ممکن است به یک بحران‌های عمده‌ای منتهی بشود، و خطر در این است که این بحران‌ها، این بحران‌ها به احتمال قریب به یقین دلایلش را هم شرح داده بودیم. حادثه توتون و تنباکو، مشروطیت، جریان جمهوری در آخر قاجار و غیره، در ابتدای امر ممکن است که جنبه مذهبی داشته باشد ولی خطر در این است که بعداً عوامل چپ افراطی به‌تدریج کنترل این را دست بگیرند. اگر این وجود نداشت روی کاغذ تعجب‌آور است ولی نوشته شده و بنابراین دیگر نمی‌شود گفت، گفتند، نوشتیم. و این خطر این است که حوادث عمده به خطرات عمده برای ایران، در حقیقت کلمه انقلاب را نگفته بودیم ولی گفته بودیم که خطر برای سلطنت و برای مملکت در پیش است. علل نارضایتی بسیاری را با نهایت صراحت و با نهایت ادب ذکر کرده بودیم… در درجه اول فساد. گفته بودیم که اکثر مأموران دولت در رده‌های بالا درستکار هستند اما کسانی هستند در رده‌های بالا و متأسفانه در اطراف خانواده سلطنت، اینها همه نوشته شده بود، که به صحیح یا به غلط شهرت به فساد دارند و متأسفانه این شهرت به فسادشان باعث می‌شود که اعتماد عمومی نسبت به دستگاه‌ها از بین برود و امثال این. دروغ‌گویی رجال دولت، وعده دادن، وعده‌هایی که می‌دهند و عمل نمی‌کنند و آبروی دولت و حکومت را در نزد مردم می‌برند. فقدان یک ارتباط میان دولت و روحانیت. وضع بسیار دلخراش شهر تهران که بعداً اولین گزارش گروه بررسی مسائل ایران هم دربارهٔ شهر تهران بود، گفتیم این شهر تهران خودبه‌خود ممکن است یک علت انقلاب در ایران بشود. آن هم گزارشش خیلی بود. تورم، بالا رفتن قیمت‌ها که هنوز محسوس نبود. و بعد شرح مفصلی هم گفته شد دربارهٔ اشتباه‌کاری‌های سازمان امنیت که موجب نارضایتی مردم می‌شود. شرح بسیار مفصلی گفته شده بود دربارهٔ اینکه خیلی از برنامه‌های عمرانی جنبه تجملی و نمایشی‌اش بیشتر است و به‌هرحال طول می‌کشد درحالی‌که برنامه‌های مفیدی هست با پول‌های کمتر می‌شود به مرحله انجام درآورد. من جمله مقایسه کرده بودیم که البته جزیره کیش حتماً پروژه خوبی است نمی‌شد گفت بد است. ولی آیا این سؤال را می‌شود مردم می‌توانند مطرح بکنند، همه با این لحن نوشته شده بود ناچار، مردم می‌توانند مطرح بکنند که آیا با این اعتبارات نمی‌شد جاده شمال ایران را گشود و تمام منطقه ساحلی دریای خزر را آباد کرد که میلیون‌ها نفر بتوانند آنجا تعطیلات بروند نه یک گروه کوچک، که البته برای ایران ارز هم خواهند آورد. و پروژه‌های نمایشی را باید از آن اجتناب کرد. گفته بودیم که باید تجدیدنظر در برنامه‌ها بشود. مبارزه با فساد بشود. افرادی که بدنام هستند از کار برکنار بشوند. بر کارهای ساواک نظارت خیلی شدید بشود. با روحانیت دیالوگ برقرار بشود. آزادی روابط، وسایل ارتباط جمعی آزادی بیشتری داشته باشند. و به همین خاطر بود که از رضای قطبی مشاوره کرده بودیم. او هم البته امضاء کرد پای همه را برای اینکه به‌هرحال عملاً در آخر دیگر به ما پیوسته بود. و این گزارش را بنده بردم به اعلی‌حضرت تقدیم کردم در نوشهر. شنیدم که، از طریق شهبانو، اعلی‌حضرت با قلم قرمز از این قلم‌های ماژیک قرمز یک بعدازظهر تمام بعد از ناهار تا نزدیک غروب این را خواندند و هی علامت‌گذاری کردند و بعضی جاهایش را خط کشیدند. دو روز بعد آقای هویدا شرفیاب می‌شود به نزد اعلی‌حضرت… اعلی‌حضرت به ایشان می‌گوید که یک همچین گزارشی اینها دادند و بخوانید خیلی جالب است و مطالب مهمی را نوشتند و یک کاری بکنیم. امیرعباس هویدا این مطالب را به خودش می‌گیرد یک مقداری و خیال می‌کرد که یک مانوری است برای اینه باعث سقوط حکومت ایشان بشویم به‌خصوص که با کمال تأسف یعنی با کمال تأسف نه، بعضی از اشاره به وعده‌هایی که مأموران بلندپایه دولتی می‌دهند یا به ایشان برمی‌گشت چون مثال زده شده بود. یا به وزیران خیلی عزیز ایشان؛ مثلاً اینکه هشتادهزار خانه پیش ساخته شده از اروپا حرکت داده شده به‌طرف ایران. هشتصد میلیون تومان صرف عمران جنوب خواهد شد. در فلان شماره روزنامه کیهان، فلان شماره روزنامه اطلاعات، در فلان‌جا فلان چیز ساخته خواهد شد که اصلاً نه اعتبارش بود نه طرحش بود نه هیچی. یک حرف‌هایی در هوا ایشان می‌گفت. و به‌هرحال کم‌کم در ذهنیات مردم باقی می‌ماند، در ذهن مردم باقی می‌ماند. دو سه روز گذشت گویا از این جریان و امیرعباس هویدا بازمی‌گردد به نوشهر و به اعلی‌حضرت می‌گوید که «اینها یک عده گه‌تلکتوئل هستند»، این کلمه گه‌تلکتوئل هم از آنجا کم‌کم مرسوم شد که خیلی امیرعباس هویدا از آن استفاده می‌کرد، «اینها یک عده گه‌تلکتوئل هستند که می‌خواهند تعطیلات اعلی‌حضرت را گاچر بکنند»، به فرانسوی… اعلی‌حضرت هم در ته فکر خودشان لابد دلشان می‌خواست که یک کسی بهشان بگوید که اینها بی‌خود می‌گویند. و دیگر هرگز به این گزارش اشاره‌ای نکردند جز در کوارناواکا در مکزیک. می‌گفتند، «حق داشتید.»
محمد یگانه در مصاحبه با تاریخ شفاهی هاروارد در مورد قرارداد ایران با رومانی برای ورود تراکتور می‌گوید:
شبی در منزل یکی از دوستانم بودم که یک فردی به من نزدیک شد و راجع به مسائل خودش با وزارت اقتصاد و گرفتاری‌هایی که دارد، در آن موقع من معاون وزارت اقتصاد بودم، اینها را مطرح کرد مسائل خودش را. این شخص پسر مرحوم احمد کسروی بود که تقاضایی داشت و آن تقاضا هم مورد قبول قسمت معادن وزارت اقتصاد نبود می‌خواست یک معدنی را به‌وجود بیاورد در صورتی‌که معادن زیادی وجود داشتند از آن در ایران و گرفتاری‌هایی هم داشتند. در هر حال این شخص در میان صحبت‌هایش اشاره کرد به اینکه ما که در وزارت اقتصاد هستیم جوان‌هایی هستیم که به‌دست ما کارهای خلافی دارد انجام می‌گیرد در آنجا بدون اینکه ما خودمان متوجه بشویم و سرمان را هم انداختیم پایین با مثل کبک سرمان را توی برف کردیم. این حرف برای من خیلی سنگین بود و از او خواستم موردش را بگوید. با نهایت کوشش‌هایی که برای از بین بردن فساد به وسیله وزارت اقتصاد حداقل در سطح بالای آن به عمل آمده بود. ایشان گفتند، «خیلی خوب من به همان مسئله خرید تراکتورها برمی‌گردم که شما این تراکتورها را خریدید و فکر می‌کنید کار خوبی هم انجام شده و کار خوبی هم بوده. ولی آیا می‌دانید این کمیسیونش را کی می‌گیرد؟» خوب برای من به نظر رسید که حرفش حرف صحیحی نباشد. چطور ممکن است بین دو تا دولت این معامله انجام گرفته باشد به وسیله مأمورین و آن وقت قیمت هم نصف باشد و آن افرادی هم که از طرف ایران بودند افراد صددرصد مطمئن عالیخانی، دکتر تهرانی، من هم ناظر، پس این در اینجا کی کمسیون می‌گیرد؟ از او پرسیدم که «آیا این افراد هستند که کمیسیون گرفتند؟» گفت، «به هیچ‌وجه اینها آدم‌های درستی هستند.» پس کی گرفته؟ جوابش این بود، «شاهپور غلامرضا.» بعد برای من این تعجب بیشتر شد چطور ممکن است شاهپور غلامرضا که اصلاً رابطه‌ای تا آن موقع که من حس می‌کردم اصلاً با این جریان نداشته و در مذاکرات شرکت نکرده و غیره، این کمیسیون بگیرد. بعد گفت، «خیلی خوب شما قبول ندارید یک اطلاع دیگر می‌دهم. در همان هفته گذشته تعدادی از این تراکتورها از سرحد جلفا گذشتند و این شخص هفتصد هزار تومان از بابت این محموله کمیسیون خودش را دریافت کرده.» خوب من دیگر موضوع را بیشتر از این با هم صحبت نکردیم و برای من بیش از شایعه‌ای نبود این حرف‌هایی که می‌زد. ولی مع‌هذا روز بعد که وزیر اقتصاد دکتر عالیخانی را دیدم به این موضوع اشاره کردم که دیشب یک همچین حرف‌هایی زده می‌شد. به نظر من این شایعات بیشتر نرسیده حالا نمی‌دانم چیست. ایشان وقتی که اینها را شنیدند خیلی به فکر رفتند و گفتند، «به نظر نبایستی به نظر من این شایعه نیست ممکن است حقیقت داشته باشد و دلیلش هم این است که چند بار شاهپور غلامرضا در جریان مذاکرات با من تماس گرفته بود و اطلاعاتی از این خواسته بود. بله، اطلاعاتی از دکتر عالیخانی خواسته بود که فرضاً مذاکرات در چه مرحله‌ایست و چه وقت تمام می‌شود و غیره و غیره. و گویا برای این منظور بوده که این اطلاعات را شاهپور خودش از وزیر اقتصاد بگیرد به سفارت رومانی بدهد که ایشان در جریان این معامله هست که این معامله عملی بشود و آقای وزیر اقتصاد این جریان را دنبال کردند و متوجه شدند که نه، این حقیقت دارد و در اینجا سوءاستفاده‌ای عملی شده و شاهپور غلامرضا کمیسیون می‌گیرند. این گزارش به عرض شاه رسید بلافاصله، ایشان خیلی ناراحت شدند و بلافاصله به تیمسار نصیری رئیس ساواک دستور دادند که برود از برادرش این پول را بگیرد و این را بدهد به سفیر رومانی و به او هم بگوید که اگر در آینده از این کارها بشود رابطه اقتصادی بین ایران و رومانی قطع خواهد شد. و به برادرش هم گفته بشود اگر دفعه دیگر از این کارها انجام بدهد از کشور اخراج خواهد شد.

### فساد در دربار
خانواده شاه و خود شاه در موارد مختلف در مظان اتهام بودند که در فساد مالی درگیر هستند. از دریافت کمیسیون در خریدهای نظامی تا سفارش برای اطرافیان خود برای دریافت وام یا انحصارات کالاها و …
بر اساس کتاب رژیم‌های سلطانی نوشته خوان خوزه لینز استاد دانشگاه یِیل در آمریکا و هوشنگ اسفندیار شهابی فساد در ساختار ایران در آن دوره نهادینه شده و با توجه به اسناد سیا در موضوعی مانند بنیاد پهلوی این مجموعه به‌جای یک بنگاه خیریه پرورش‌دهنده فساد است. این گزارش بیان می‌دارد که فساد معلوم شده فقط نوک کوه یخ فساد رسمی و سلطنتی در داخل و خارج ایران می‌باشد. همچنین بر اساس یکی از گزارش‌های سیا در نیمه دهه ۱۹۷۰، دربار سلطنتی را مرکز گمراهی و تباهی، فساد و نفوذ غیرقانونی توصیف شده است. در سال ۱۳۵۵ سیا در گزارشی در خصوص اشرف پهلوی بیان می‌دارد وی شهرت افسانه‌ای از فساد مالی داشته و فرزندش شهرام پهلوی نیا به عنوان یک دلال عمل کرده و برخی از شرکت‌هایی که تأسیس کرده است به عنوان پوششی برای قمار و تجارت غیرقانونی اشرف فعالیت می‌کنند.

### فساد در ارتش
مهدی پیراسته دادستان تهران و وزیر کشور در کابینه اسدالله علم نظام وظیفه را یکی از موارد فساد انگیز در ایران می‌دانست. بر اساس نظر وی مأمورین شهربانی و ژاندارمی و ارتش که در سطح مملکت و در دهات پخش بودن با توجه به موقعیت خود از مردم اخاذی و سوءاستفاده می‌کردند.

#### نیروی دریایی
یکی از مهم‌ترین موارد فساد در دوره پهلوی در نیروی دریایی این دوره دریافت رشوه و ارتشا و فساد مالی فرمانده وقت نیروی دیایی عباس رمزی عطایی بود. او در سال ۱۳۵۴ عزل و دستگیری و پس از خلع درجه درجه نظامی در تاریخ ۲ اسفند ۱۳۵۴ در دادگاه نظامی به جرم ارتشاء، سوء استفاده و تدلیس روانه زندان شد.
اگرچه عطایی در مصاحبه با شهلا حائری در پروژه تاریخ شفاهی ایران مدعی است، این اتهام بی اساس بوده و آن را به حسادت و توطئه‌های پنهانی دیگران نسبت می‌دهد. ولی در برابر کمال حبیب‌اللهی آخرین فرمانده نیروی دریایی دوران پهلوی مدعی است عباس رمزی از ابتدا گام در راه غلط گذاشت و با چاخان بازی به مدارج بالا رسید و در زمان تصدی مسئولیت با همکاری افراد صاحب نفوذ مقادیر زیادی رشوه دریافت کرد.
با اینحال حسن طوفانیان در تاریخ شفاهی ایران در دانشگاه هاروارد از قول شاه می‌گوید که شاه بیان داشته دربارهٔ رمزی عطایی اشتباه کرده است و اتهامش حقیقت نداشته است.طوفانیان دربارهٔ وضع مالی رمزی عطایی در آمریکا گفته است:

#### نیروی هوایی
محمد باهری وزیر دادگستری در دوران شاه در خصوص فساد در نیروی هوایی شاهنشاهی ایران بر این عقیده است که در دروان ریاست تیمسار محمد خاتم بر نیرو هوایی وی از کارخانجات مختلف پورسانت گرفته و روزنامه‌ها و مجله‌های آمریکا پورسانتاژهایی که خاتم برای خرید هواپیما و تسلیحات گرفته بود را منتشر کردند.

### فساد در ساواک
حسن طوفانیان بر این عقیده است که در ساواک به دلیل نبود دانش و تخصص اعضای رده بالای آن به دنبال، غالب رده بالاهایشان دنبال کسب‌وکار بودند.

### فرار اطرافیان محمدرضا پهلوی

گزارش ساواک از اختلاس و حساب‌های بانکی خارج از کشور جعفر شریف‌امامی

یک دیپلمات انگلیسی، خاطره‌ای از روزهای انقلاب را با تعجب روایت می‌کند:
یک روز من به خانه یکی از بازرگانان بسیار ثروتمند کشور تلفن زدم و خواستار مکالمه با او شدم. پاسخ دادند: «او در زندان است». من که می‌دانستم این موضوع صحت ندارد، پرسیدم: چرا زندانی شده است؟ پاسخ دادند: «چون صد و پنجاه میلیون دلار ارز به خارج فرستاده است». من پرسیدم: شما کی هستید؟ پاسخ دادند: «یکی از مستخدمین او».
به دستور شاه، چند تن از مقامات بلندپایه از جمله نخست‌وزیر اسبق و رئیس سابق ساواک، بازداشت شدند. اما این تلاش‌ها، بیهوده، تقریباً بی‌فایده و تسکین‌بخش و شاید خیانت‌آمیز بود. در ماه آخر ۱۹۷۸، تقریباً تمامی افراد سرشناس ایران و دلالان بین‌المللی که از قبل، منتفع می‌شدند، ناپدید شده و به غرب گریختند. هوشنگ انصاری، یکی از وزیران شاه که ثروتی افسانه‌ای اندوخته بود، به بهانه ملاقات فوری با هنری کسینجر، از شاه اجازه گرفت و ایران را ترک کرد. در فرودگاه، به سفیر آمریکا تلفن زد و گفت سه روزه به ایران بازخواهد گشت، اما در حقیقت، هرگز به ایران برنگشت.

## واکنش انقلابیون
چهلم کشتار قم، در ۲۹ بهمن ۱۳۵۶ در چندین شهر به آرامی برگزار شد. اما در تبریز، با تیراندازی یک افسر پلیس به یک دانشجوی جوان و مرگ او، تظاهرات به خشونت کشید. معترضین خشمگین به سوی شهربانی رفتند و چون دریافتند که تیراندازی در کار نیست، بیشتر نقاط شهر را تصرف کردند. آن‌ها به کلانتری‌ها، دفاتر حزب رستاخیز، بانک‌ها، هتل‌های لوکس و سینماهایی که فیلم‌های شهوت‌انگیز نمایش می‌دادند، هجوم بردند. در شورش تبریز، همچون اغلب ناآرامی‌های دوران انقلاب، تظاهرات کنندگان با آنکه خشمگین بودند، به ندرت به افراد عادی یا اموال شخصی متعرض می‌شدند. برعکس، به اهداف خاص هجوم آوردند:
- حزب رستاخیز، زیرا نماد حکومت پهلوی بود.[۹۱]
- هتل‌های لوکس، زیرا در خدمت ثروتمندان خوشگذران اعم از داخلی و خارجی بود.[۹۲]
- بانک‌ها، تا حدودی به سبب ترویج امر رباخواری، و همین‌طور که علیه طبقه پیشه‌وران و کسبه فعالیت می‌کردند. اما عمدتاً بانک‌های بزرگ که وابسته به خانواده سلطنتی، دولت و سرمایه‌داران بزرگ بودند. بانک‌های کوچک متعلق به تجار بازار، اغلب مصون ماند و بنا به گزارش یک شاهد عینی اروپایی از تبریز، در همه بانک‌های بزرگ که مورد حمله قرار گرفت، اسناد و مدارک نابود شد، اما دیناری از موجودی آن دست نخورد.[۹۳]

تظاهرات‌کنندگانی که مطبوعات حکومتی، آن‌ها را «اوباش حریص» می‌خواندند، بیشتر خواهان نشان‌دادن خواسته‌های سیاسی خود بودند تا پرکردن جیب‌هایشان.
در ۲۱ آبان ۱۳۵۷، بازارها، دانشگاه‌ها و وزارتخانه‌ها که تازه به کار افتاده بودند، مجدداً در اعتراض به دستگیری سنجابی (که از پاریس برگشته بود) اعتصاب کردند و تا پیروزی انقلاب، در اعتصاب ماندند. در ۲۵ مهر، کارگران شرکت نفت به سر کار برگشتند، اما اعلام کردند که فقط به قدر نیاز مصرف داخلی و نیز فروش به میزان لازم برای خرید کالاهای ضروری، تولید می‌کنند. چرا که می‌پنداشتند مازادِ پول آن، «به جیب علی‌بابا و چهل دزد او» می‌رود.
شوکراس به نقل از پرویز راجی، آورده است که در هنگام انقلاب، شاه از خواهرش اشرف خواسته بود که کشورش را ترک کند، چرا که او به سمبل فساد و زیادخواهی‌های خاندان پهلوی مبدل شده بود. دیوارها و کف اتاق‌های کاخ او که اخیراً نوسازی و تزئین شده بود، کاملاً برهنه گشت. قالی‌ها و تابلوها بسته‌بندی شده و به یکی از خانه‌های اشرف (شاید در ژوان‌له‌پن، شاید به خانه پسرش، شهرام در لندن، شاید به جزیره متعلق به او در سیشلز) منتقل شده باشد. پسر دیگرش، در یکی از شب‌های اکتبر ۱۹۷۸ که در کاخ مادرش شام را صرف می‌کرد، رو به تابلویی که هنوز به دیوار آویخته بود گفت: «این یکی را فراموش کرده‌اند بردارند».
در ادامه، پرویز راجی می‌افزاید: از کاخ شاه در نیاوران، در ارتفاعات شمال تهران که ویلاهای ثروتمندان پیرامون آن جمع شده است، ملکه فرح دیبا یک هواپیما پر از لباس و اشیایی که دیگران اثاث منزل می‌نامند، به آمریکا فرستاده است. مأموران گمرگ در سراسر اروپای غربی و آمریکای شمالی متحیر گشته‌اند. چگونه می‌توان اشیاء گرانبهایی نظیر جامه‌دان‌ها و صندوق‌های لبریز از قالی، تابلو، مبل، الماس، گردنبندهای مروارید، انگشترهای یاقوت، گوشواره‌های زمرد، نیم‌تاج‌های زنانه و سرویس‌های نقره‌ای را که از ایران خارج می‌شود را ارزیابی کنند؟ بانک‌دارهای تهران، کلافه از حجم تقاضاهای انتقال پول گشته‌اند: تقریباً هر مرد و زن ثروتمندی در ایران ناگهان خواستار انتقال تلگرافی ثروتش به یکی از بانک‌های سوئیس، پاریس، نیویورک یا جزایر دریای کارائیب شده بود. کارمندان بانک مرکزی دست به اعتصاب زده، از ارسال هرگونه تلکسی خودداری کردند و اسنادی را منتشر ساختند. در این اسناد، اسم دو تن از برادرزادگان شاه و یکی از امرای ارتش آمده که ۲٫۴ میلیارد دلار به بانک‌های خارج انتقال داده بودند.